# Micracanthonchus tenuicaudatus
Micracanthonchus tenuicaudatus är en rundmaskart som beskrevs av Allgen 1959. Micracanthonchus tenuicaudatus ingår i släktet Micracanthonchus och familjen Cyatholaimidae. Inga underarter finns listade i Catalogue of Life.